# Mirante do Vale
A Mirante do Vale (teljes nevén Edifício vagy Condominio Mirante do Vale) egy felhőkarcoló São Paulóban, Brazíliában, jelenleg Brazília legmagasabb felhőkarcolója. Az 1959 és 1960 között épített torony magassága 170,0 méter, összesen 51 emeletből áll. Eredeti neve Palácio Zarzur Kogan volt. Tulajdonosa a Waldomiro Zarzur & Co. cég.